# Estadio Isidro Gil Tapia
El Estadio Isidro Gil Tapia es un estadio multiusos de la ciudad de Cuautla en el estado de Morelos. Su principal utilización es para el fútbol y tiene una capacidad para 5000 espectadores. Es el quinto estadio más grande del estado de Morelos, solo después del Coruco Díaz de Zacatepec, el Mariano Matamoros de Xochitepec , el Centenario de Cuernavaca, y el Olímpico de Oaxtepec.

## Instalaciones
El recinto está ubicado en la avenida de La Flores , cuenta con una tribuna de sol y otra sombra, ambas con capacidad para 2500 personas cada una. Además de una pista de tartán para atletismo.